# Sint-Luciazanger
De Sint-Luciazanger (Setophaga delicata, synoniem: Dendroica delicata) is een zangvogel uit de familie der Parulidae (Amerikaanse zangers).

## Verspreiding en leefgebied
Deze soort komt voor op het eiland Saint Lucia, een eiland van de Kleine Antillen in het Caribisch gebied.

## Externe link

Verspreidingsgebied van de Sint-Luciazanger